# (15002) 1997 WN38
1997 دابليو أن 38 (ويعرف أيضًا باسم (15002) 1997 دابليو أن 38 وفق تسمية الكوكب الصغير) (بالإنجليزية: 1997 WN38)‏ هو كويكب ضمن حزام الكويكبات؛ وترتيبه 15002 من حيث الاكتشاف.
اكتُشف هذا الجُرم الفلكي بواسطة بحث لنكولن عن الكويكبات القريبة من الأرض في 29 نوفمبر 1997.

## وصلات خارجية
- (15002) 1997 WN38 في قاعدة بيانات مختبر الدفع النفاث لأجرام النظام الشمسي الصغيرة

- الاكتشاف · مخطط المدار ·  العناصر المدارية · المعلمات المادية

- (15002) 1997 WN38 على موقع ويكي سكاي: DSS2, SDSS, GALEX, IRAS, Hydrogen α, X-Ray, Astrophoto, Sky Map, Articles and images